# Forsythia ovata
Espèce
Classification phylogénétique
Forsythia ovata est une espèce de plantes à fleurs du genre Forsythia et de la famille des Oleaceae. C'est un arbrisseau à feuilles caduques originaire, pour ses variétés sauvages, de Corée et de Chine orientale. Arbuste à la végétation peu dense ne dépassant pas 1,5 m de hauteur, il se caractérise par des feuilles ovales, parfois très larges et surtout par des petites fleurs qui apparaissent, avant le feuillage printanier, en précoce floraison jaune d'or clair à la fin de l'hiver.

## Arbuste fleuri
Les fleurs jaune clair, peu abondantes et petites de 5 cm à 10 cm de long, à lobes oblongs et bords à peine dentés, s'épanouissent de manière précoce en février-mars dans les pays de l'hémisphère nord au climat tempéré.  
Les feuilles caduques, ovales, relativement larges et longues de 8 cm  à 11 cm, se forment plusieurs semaines après la floraison.

## Forsythia des vénérables jardins coréens
Ernest Henry Wilson, célèbre botaniste et collecteur britannique de plantes, voyageur invétéré en Extrême Orient au point d'être surnommé "le Chinois", a découvert l'espèce cultivée dans les jardins du Corée pendant la Grande Guerre. Il en a ramassé des graines et a ainsi introduit l'espèce aux USA en 1917. 
La culture en jardins publics ou privés de cet arbuste décoratif  s'est ainsi développée surtout aux États-Unis et en Allemagne, en donnant naissance à des cultivars variés. Elle a aussi permis d'utiliser l'espèce, pour créer des hybrides Forsythia ovata × Forsythia intermedia.

## Cultivars américains
Le cultivar "Robusta" possède des feuilles allongées jusqu'à 12 cm ainsi que des grandes fleurs jaune paille.
Dans les années 1990 est apparu le cultivar tétraploïde "Tetragold". De petite taille, dépassant rarement 90 cm de hauteur, il porte un feuillage peu compacte et surtout de grandes fleurs jaunes d'or pendant sa durable floraison en février et mars. 